# UFC Fight Night: Chiesa vs. Lee
UFC Fight Night: Chiesa vs. Lee（ユーエフシー・ファイトナイト：キエーザ・バーサス・リー、別名：UFC Fight Night 112）は、アメリカ合衆国の総合格闘技団体「UFC」の大会の一つ。2017年6月25日、オクラホマ州オクラホマシティのチェサピーク・エナジー・アリーナで開催された。

## 大会概要
本大会ではマイケル・キエーザとケビン・リーによるライト級戦が組まれた。
CFFCフェザー級王者ジャレッド・ゴードン、キャリア6戦全勝のドミニク・レイエスがUFCデビュー。

## 試合結果

### アーリープレリム
第1試合 ライトヘビー級 5分3R
○  ジェレミー・キンボール vs.  ジョシュ・スタンスベリー ×
1R 1:21 TKO（パウンド）
第2試合 ライト級 5分3R
○  トニー・マーティン vs.  ジョニー・ケース ×
3R終了 判定3-0（29-28、29-28、29-28）
第3試合 67.5kg契約 5分3R
○  ジャレッド・ゴードン vs.  ミシェル・キニョネス ×
2R 4:24 TKO（パウンド）
※ゴードンの体重超過によりフェザー級から変更。

### プレリミナリーカード
第4試合 ライト級 5分3R
○  ダレル・ホーチャー vs.  デビン・パウエル ×
3R終了 判定2-1（29-28、28-29、29-28）
第5試合 女子ストロー級 5分3R
○  カーラ・エスパルザ vs.  マリーナ・モロズ ×
3R終了 判定3-0（30-27、29-28、29-28）
第6試合 ミドル級 5分3R
○  マーヴィン・ヴェットーリ vs.  ヴィトー・ミランダ ×
3R終了 判定3-0（29-28、30-27、30-27）
第7試合 ライト級 5分3R
○  クレイ・グイダ vs.  エリック・コク ×
3R終了 判定3-0（29-28、29-26、30-26）

### メインカード
第8試合 フェザー級 5分3R
○  デニス・シヴァー vs.  BJ・ペン ×
3R終了 判定2-0（28-28、29-28、29-27）
第9試合 ウェルター級 5分3R
○  ティム・ミーンズ vs.  アレックス・ガルシア ×
3R終了 判定3-0（29-28、29-28、29-28）
第10試合 ライトヘビー級 5分3R
○  ドミニク・レイエス vs.  ヨアキム・クリステンセン ×
1R 0:29 TKO（左ストレート）
第11試合 女子ストロー級 5分3R
○  フェリス・ヘリッグ vs.  ジャスティン・キッシュ ×
3R終了 判定3-0（30-26、30-26、29-27）
第12試合 85.3kg契約 5分3R
○  ティム・ボッシュ vs.  ジョニー・ヘンドリックス ×
2R 0:46 TKO（右クリンチアッパー→パウンド）
※ヘンドリックスの体重超過によりミドル級から変更。
第13試合 ライト級 5分5R
○  ケビン・リー vs.  マイケル・キエーザ ×
1R 4:37 TKO（リアネイキッドチョーク）

### 各賞
ファイト・オブ・ザ・ナイト： 該当試合無し
パフォーマンス・オブ・ザ・ナイト： ケビン・リー、ティム・ボッシュ、ドミニク・レイエス、ジェレミー・キンボール
各選手にはボーナスとして5万ドルが授与された。